# Cuérigo
Cuérigo (en asturiano y oficialmente, Cuergo) es un lugar y a su vez parroquia del concejo asturiano de Aller, en España.
En los 3,9 km² de superficie que tiene la parroquia habitan un total de 65 personas. (INE 2011). Se encuentra a unos 535 metros de altitud, dista unos 7,5 km de la capital del concejo Cabañaquinta.
El acceso principal al pueblo se hace desde la carretera de Collanzo-Casomera, atravesando un puente sobre el río Aller. Por su extremo noreste, Cuérigo comunica con la estación de FEVE de Collanzo a través del camino del Fabarín, de unos 300 metros de recorrido aproximadamente. 
La iglesia parroquial está dedicada a Santa María. Tiene una espadaña con tres campanas y una cruz de hierro y en su interior hay tallas de madera del siglo XVI.
Junto a la iglesia se encuentra un pequeño cementerio de titularidad eclesiástica.
La fiesta local es la de Nuestra Señora de la Asunción, que se celebra el día 15 de agosto con una misa solemne, la procesión en andas de la virgen y la subasta de un "ramu" de pan de escanda en el pórtico de la iglesia. El primer domingo de marzo se celebra la fiesta del Santo Ángel de la Guarda, en la pequeña capilla que hay en la entrada del pueblo.
En la actualidad el pueblo dispone de una instalación hotelera rural con todos los servicios. Cualquier persona se ve obligada a desplazarse a Collanzo o pueblos circundantes para adquirir bienes y servicios. Es destacable la cocina museo en la que se puede apreciar el equipamiento, los utensilios y labores de las cocinas rurales de esta zona.

## Entidades de población
Localidades que forman parte de la parroquia:
- Cuérigo (Cuergo)

Entidades menores de población
- La Barraca
- El Fabarín
- La Fragua
- El Quentu
- Valdeberruga